# Yéti
Pour les articles homonymes, voir Yéti (homonymie).
Cette page contient des caractères tibétains. En cas de problème, consultez Aide:Unicode ou testez votre navigateur.
Œuvres principales
- Voir la liste

Le yéti, également appelé « abominable homme des neiges », est une créature anthropomorphe du folklore du Népal, de l'Inde, du Bhoutan et du Tibet. Du fait de l'absence de preuve matérielle de son existence, la communauté scientifique le considère comme un être légendaire, un cryptide peut-être né de l'observation de fossiles de gigantopithèque par des populations himalayennes dépourvues de connaissances scientifiques. Des créatures équivalentes, grands primates ou « hommes sauvages », existent dans le folklore de plusieurs régions du monde, comme le Bigfoot en Amérique du Nord, l'Almasty dans le Caucase ou Basajaun au pays basque.

## Étymologie et noms alternatifs
Aussi désignée comme « abominable homme des neiges » depuis 1921, cette créature ne serait connue sous le nom de  « yéti » que par les Sherpas du Nord-Est du Népal. Ce nom viendrait du tibétain གཡའ་དྲེད་ (en Wylie, g.ya’ dred), mot composé de གཡའ་ (en Wylie g.ya’, « rocheux ») et དྲེད་ (en Wylie dred « ours »),,,,. Selon Pranavananda, les mots « ti », « te » et « teh » dérivent du mot du langage oral « tre » (écrit « dred ») qui signifie « ours » en tibétain, le « r » étant prononcé si doucement qu'il est quasiment inaudible,,.
Selon une autre version, le mot « yéti » viendrait du mot yeh-teh, qui signifierait « animal des rochers », et qui désignerait le « petit yéti ».
D'autres termes utilisés par les peuples de l'Himalaya n'ont pas exactement la même traduction mais font également référence à des espèces animales réelles ou légendaires de la région, dont la taille et l'apparence sont variables :
- meh-teh (en tibétain མི་དྲེད་, en Wylie mi dred) signifierait « homme-ours »[4],[6],[9] ;
- dzu-teh, de « dzu », bovin, signifierait « ours-bovin » et désignerait l'ours Isabelle[3],[6],[7],[10],[11] ;
- migoï ou mi-go (en tibétain མི་རྒོད་, en Wylie mi rgod, prononcé « migou ») signifierait « homme sauvage »[7],[11] ;
- mirka, serait un autre mot pour « homme sauvage » et, selon une légende rapportée par les Sherpas de Frank Smythe en 1937, « tous ceux qui en voient un meurent ou sont tués »[12] ;
- kang admi signifierait « homme des neiges »[11];
- jobran signifierait « mangeur d'homme »[11].

Bien que ces créatures humanoïdes des folklores Himalayens ne soient pas toutes identiques, le mot yéti, largement popularisé comme les mots « Bigfoot » et « Sasquatch », est généralement utilisé pour désigner tout cryptide humanoïde à travers le monde. Des confusions et amalgames entre différentes créatures mythiques en résultent.
L'expression « abominable homme des neiges » apparaît en 1921, année au cours de laquelle le lieutenant-colonel Charles Howard-Bury conduit une expédition conjointe entre le Club alpin et la Royal Geographical Society pour l'exploration de l'Everest,, dont il relate les péripéties dans Mount Everest The Reconnaissance, 1921.
Dans ce livre, il décrit le col de Lhakpa-la à 6 400 m, où il observa des empreintes de pas qu'il considéra comme « probablement causées par un grand loup gris qui formait, dans la neige molle, une double trace semblable à celle d'un homme aux pieds nus ». Il ajoute que ses guides Sherpa « révélèrent spontanément que les traces devaient être celles de « l'homme sauvage des neiges », auquel ils donnaient le nom de metoh-kangmi ». Metoh signifie « homme-ours » et Kang-mi « homme des neiges,,, ».
Il existe une confusion entre l'expression metoh-kangmi employée par Howard-Bury, et celle utilisée par Bill Tilman dans son ouvrage Mount Everest, 1938. Tilman utilise le mot metch, qui ne peut exister en tibétain, et kangmi quand il rapporte la création de l'expression « abominable homme des neiges »,,,. D'autres éléments prouvent que metch est une appellation impropre : pour David Snellgrove, professeur à la School of Oriental and African Studies, University of London et spécialiste de la langue tibétaine, le mot metch ne peut pas exister car la consonne tɕ rendue par les lettres accolées « t-c-h » n'existe pas dans cette langue, où c'est la consonne ʂ (tibétain ཇོ) rendue par « j », « dj » ou « zh » qui existe. La documentation suggère que l'expression metch-kangmi dérive d'une unique source datant de 1921 et que le mot metch résulte d'une erreur de transcription de metoh.
L'expression « abominable homme des neiges » apparaît lorsque Henry Newman, un contributeur régulier du journal The Statesman de Calcutta, signant sous le pseudonyme de Kim, interroge les porteurs de l’Everest Reconnaissance expedition à leur retour à Darjeeling,,,. Newman traduit par erreur le mot metoh par « répugnant », « abominable ». D'après Bill Tilman, « longtemps après [Newman] écrivit dans une lettre au Times : l'histoire semblait être une si heureuse création que je l'ai envoyée à un ou deux journaux ».

## Historique des références
Les « hommes sauvages » (Meteh) sont mentionnés dans des textes asiatiques anciens tels que le poème « Rama et Sita », datant du IVe siècle av. J.-C., ou le 26e chant de Milarépa (1038 à 1122 apr. J.-C.),.
B.H. Hodgson est le premier Européen à faire référence explicitement au yéti, en évoquant des chasseurs népalais effrayés par un être sauvage et velu qualifié de « Rakshas » (démon),. Les premières mentions d'empreintes évoquant des pieds humains par des Européens datent de 1899. D'autres sont signalées en 1905.
En novembre et décembre 1921, des journaux francophones utilisent l’expression abominable homme des neiges pour dire que le sujet est un singe,.
En 1925, l’explorateur N. A. Tombazi, de la Royal Geographical Society anglaise, ainsi que John Hunt, rapportent avoir observé des empreintes de yéti sur le site du glacier de Zemu au Sikkim. En 1936, le géologue suisse Augusto Gansser-Biaggi effectue un voyage d’exploration pendant 8 mois au Garhwal, entre le Nanga Parbat et l’Everest, au cœur de l’Himalaya. Il a alors la révélation de cet être, mythique ou réel : le yéti.
En avril 1942, Sławomir Rawicz, dans un récit dont certains passages sont très similaires à quelques étapes de la vie de Witold Gliński, raconte qu'il fait route vers les Indes septentrionales après s'être évadé du Goulag soviétique dix-huit mois plus tôt. Dans un passage invraisemblable pour tout connaisseur de l'Himalaya, il raconte avoir croisé « quelque part à la frontière du Tibet et du Sikkim » deux créatures dont la silhouette rappelle « l’ours ou un de ces grands singes du type de l’orang-outang ». La version française de ce récit sera publiée en 1957.

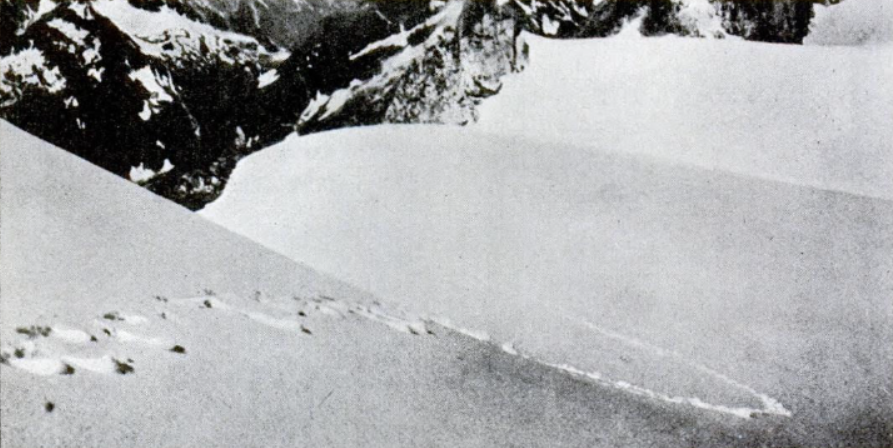
Empreintes attribuées au yéti photographiées en 1937.

Si le yéti est mentionné en Europe dès le XIXe siècle, ce sont les photos d'empreintes prises en 1951 par l'alpiniste Eric Shipton qui l'ont révélé au public occidental. Des traces ont aussi été photographiées en mai 1955, lors de la première expédition française du Makalu. L'abbé Pierre Bordet, le géologue de l'expédition, a pu suivre ces traces sur plus d'un kilomètre et ainsi affirmer qu'elles avaient été produites par un animal bipède. Plusieurs de ces photographies ont été publiées dans l'édition de Paris Match no 337 du 10 septembre 1955 et peu après, elles ont été dessinées conformément à ces photos par l'auteur de bande dessinée Hergé dans son album  Tintin au Tibet paru en 1960.
En mars 1976, à 5 300 mètres d'altitude, dans le Rolwaling (en) (Himalaya du Népal), René de Milleville photographie une trace de pas très distincte dans la neige. Il aura l'occasion de rapporter de nombreux récits de paysans népalais témoignant avoir vu le yéti. Par ailleurs, René de Milleville a mis à disposition du Muséum national d'histoire naturelle des poils attribués au yéti. Michel Tranier a étudié ces poils et conclu qu'ils appartiennent à « un primate roux tel que l'orang-outan » ; cela peut aussi valoir pour le scalp du monastère de Khumjung, tandis que d'autres scalps ont révélé, par leur ADN, avoir appartenu à des caprins (voir plus bas).

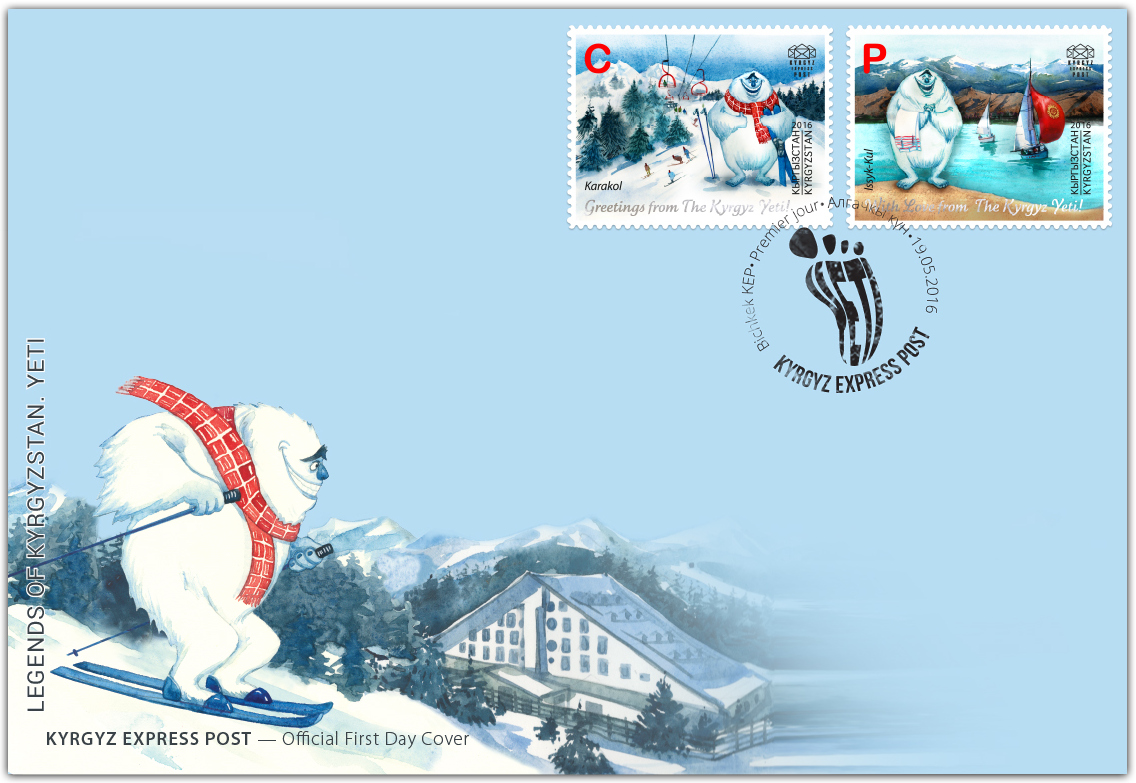
Dessin humoristique d'un yéti sur une émission philatélique du Kirghizistan.

L'alpiniste Reinhold Messner entreprend une expédition sur les traces de l'animal à la fin des années 1980. Il aurait lui-même aperçu le yéti une nuit de juillet 1986 alors qu'il recherchait un village pour s'abriter dans une « vallée perdue » (non nommée) de l’Himalaya. Messner conclut que la légende de « l'abominable homme des neiges » provient d'un véritable animal apparenté à l'Ours bleu du Tibet qui terrifierait les populations locales depuis des générations. Cet ours inconnu, appelé chemo par les sherpas, aurait la capacité de marcher sur ses pattes arrière et serait devenu dans le folklore local un Homme sauvage. Cette conclusion n'a pas convaincu la communauté cryptozoologique.
En 1997, comme d'autres Occidentaux avant eux, deux aventuriers français, Alexandre Poussin et Sylvain Tesson, découvrent, en franchissant le col de Bobang au Cachemire indien, des traces dans la neige qui ne seraient selon eux ni celles d'un homme, ni celles d'un ours. Elles montent droit dans la pente : « Une prouesse extraordinaire… et absurde à cette altitude (4 600 mètres) » ».
En 2008, l'AFP a relayé l'information selon laquelle des aventuriers japonais partis à la recherche du yéti auraient photographié de « mystérieuses empreintes de pas dans l'Himalaya ».

## Interprétations

### Existence légendaire
Pour la plupart des scientifiques, anthropologues ou sociologues, le yéti est une créature légendaire relevant de la mythologie des groupes himalayens. Les arguments contre l'existence réelle du yéti, comme de la plupart des autres cryptides, sont nombreux :
- absence de fossile ou de pièce anatomique d'individu susceptible d'être étudié scientifiquement, et ce au bout de plusieurs décennies de recherches infructueuses[35] ;
- impossibilité pour une population de se maintenir au cours du temps avec un effectif de moins de 200 à 500 individus ;
- impossibilité pour une créature d'une taille comparable à un homme ou un ours, de rester quasiment inaperçue y compris pour des expéditions parties à sa recherche, sans laisser ni fèces, ni restes de repas, ni traces sur le sol susceptibles d'être moulées, ni dépouilles susceptible d'être étudiées scientifiquement ;
- faible fiabilité de la plupart des témoignages et des observations (les témoins aperçoivent de façon fugitive des animaux mal identifiés, et, sous l'effet de leurs émotions ou du raksi, connaissant les récits sur le yéti, se persuadent d'en avoir vu un)[35],[36], ;
- cohérence entre les descriptions et les mythes liés aux hommes sauvages qui semblent constituer un universel chez les sociétés humaines montagnardes (Almasty, Basajaun, etc.)[37] ;
- caractère parfois vague voire confus des dénominations locales, servant à désigner autant des primates humanoïdes que des ethnies mal perçues[24] ;
- témoignages hétéroclites mêlant parfois des descriptions extrêmement précises avec des éléments mythiques, fantastiques ou religieux[32],[38] ;
- récupération du yéti dans un but lucratif, certains locaux espérant être choisis comme guides[32], d'autres inventant des récits pour attirer les touristes[8].

L'essentiel de la communauté scientifique considère que les mythes liés à des humanoïdes sauvages et velus, peuvent être expliqués par l'observation d'ours ou d'autres animaux (petits pandas, langurs, macaques…), mêlés avec de nombreuses et complexes croyances locales. Selon Daniel Taylor, l'intérêt des chercheurs occidentaux pour le yéti et plus généralement pour les « hommes-singes » (apemen) a émergé à l'époque victorienne, lorsque les explorateurs parcouraient le monde à la recherche du « chaînon manquant » entre l'homme et les singes.

### Ursidé

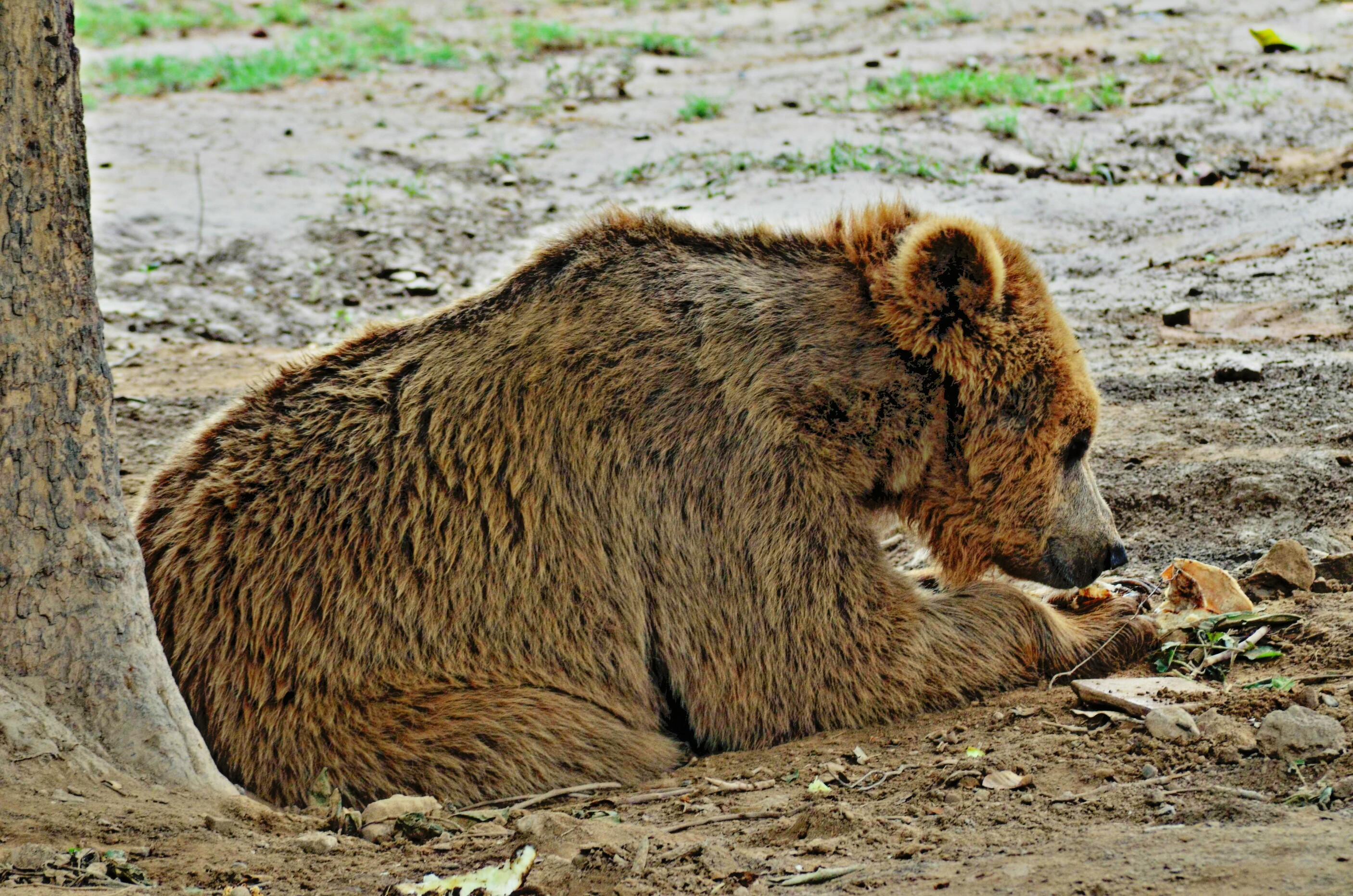
L'ours Isabelle (Ursus arctos isabellinus, ici au zoo de Lahore) a peut-être inspiré les légendes autour du yéti.

Certaines empreintes attribuées à des yétis pourraient provenir d'ours évoluant dans les arbres : Il pourrait s'agir de jeunes ours évitant les individus plus âgés (pouvant être dangereux pour les plus jeunes) et passant la majorité de leur vie dans les arbres. Le pouce des jeunes ours est amené à attraper les branches ou à casser des bambous, déformant ses pattes et formant des empreintes étranges et différentes de celles des autres ours,. Certains chercheurs ont mentionné dans le vocabulaire népalais le terme de rukh bhalu, signifiant « ours d’arbres ». L’ours tibétain est appelé bhui bhalu, terme signifiant « ours terrestre ». En 1864, le zoologiste John Edward Gray lors d'un examen des espèces d’ours conservées au British Museum, baptisa un des spécimens Ursus torquatus arboreus. En 1941, Reginald Pocock, dans son deuxième volume consacré à la faune de l’Inde, mentionne un Hursus hindaicus arboreus (bien que ces noms n'aient pas été reconnus valides). Daniel Taylor, a avancé en 2017 que le yéti serait un ours à collier, et a étudié des photographies encore inédites d'empreintes de yétis, prises en 1950 par Eric Shipton, et sur lesquelles des marques semblant avoir été laissées par des ours sont visibles.
Le professeur Bryan Sykes de l’université d'Oxford développe une méthode d'analyse de l'ADN mitochondrial, qui permet d'analyser l'ADN d'échantillons de poils même très anciens. En collaboration avec Michel Sartori, directeur du musée cantonal de zoologie à Lausanne, il lance en 2012 une recherche mondiale pour récupérer des poils de yétis ou de bigfoots et analysent 36 échantillons. Après analyse, la plupart de ces échantillons proviennent d'animaux connus (chien, ours brun, raton laveur, chevaux, vaches... et même un humain). Deux d'entre eux, récoltés auprès de villageois du Ladakh et du Bhoutan par l'alpiniste et voyageur français Christophe Hagenmüller, créent toutefois la surprise : leur ADN correspond à celui d'un ours paléarctique du Pléistocène qui aurait vécu entre 120 000 et 40 000 ans av. J.-C. Une des hypothèses de l'équipe de recherche est que ces deux « yétis » appartiendraient à une espèce hybride, résultat d'un accouplement entre une ourse paléarctique et un ours blanc. L'espèce aurait ensuite migré à travers l'Asie, jusqu'à l'Himalaya. Cette étude a été publiée en août 2014 dans la revue scientifique Proc. R. Soc. B,.
En 2017, les analyses d'ADN de 24 échantillons (une dent, un os et des poils trouvés au Tibet entre 1930 et nos jours) sur neuf supposés provenir du yéti ont mis en évidence de l’ADN de trois espèces d'ours indigènes de la région (l'ours brun de l'Himalaya (Ursus arctos isabellinus), de l'ours noir de l'Himalaya (Ursus thibetanus laniger) et de l'ours brun tibétain ; le seul échantillon ne provenant pas d’un ours provient d’un chien). À cette occasion les génomes mitochondriaux complets de l'ours brun de l'Himalaya (Ursus arctos isabellinus) et de l'ours noir de l'Himalaya (Ursus thibetanus laniger) ont été publiés ; ils devraient permettre de mieux comprendre leur phylogénie (ces deux sous-espèces se sont montrées génétiquement plus différenciées qu’on ne le pensait, du point de vue de leur ADN mitochondrial).

### Primate(s) inconnu(s)

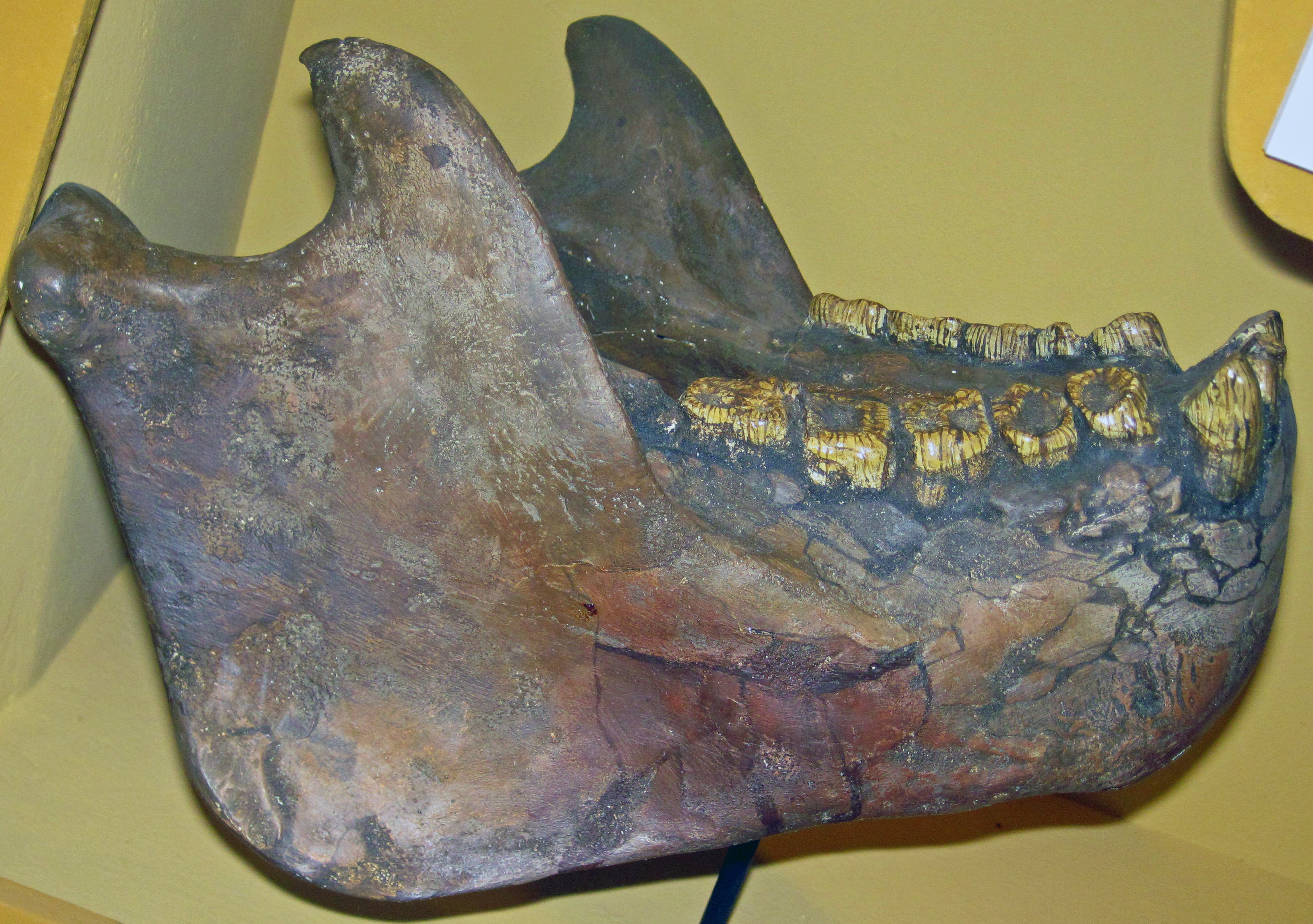
Mâchoire d'un Gigantopithèque.

Une des hypothèses fait descendre le yéti du gigantopithèque, grand singe connu en Chine du Sud au Pléistocène mais ce primate est quadrupède, ce qui contredit la représentation commune d'un yéti bipède. D'autres le rapprochent de primates fossiles de l'Inde ou de l'orang-outan, et certaines de l'homme de Néandertal. Selon Bernard Heuvelmans et Boris Porchnev, il s'agirait de néandertaliens ayant survécu ou, selon d'autres auteurs, il s'agirait de représentants de l'espèce Homo erectus ayant évolué parallèlement à notre espèce.
Selon Nolane il existerait en Asie trois espèces de yétis : l'une de ces espèces correspondrait aux « hommes sauvages » (notamment en Chine). Selon Bernard Heuvelmans également les traditions qui tournent autour de l'Homme des neiges pourraient renvoyer à trois types de primates dont les aires de répartition se recoupent quelquefois.

#### Teh-lma
Bernard Heuvelmans suppose l'existence d'un « petit yéti », signalé principalement au Ladakh, au Népal et au Sikkim, et qui selon les témoins, mesurerait entre 1,40 et 1,70 m. Selon les témoignages, le « petit yéti » (appelé parfois teh-lma) aurait de longs bras descendant jusqu'aux genoux, une tête conique (comme sur les scalps qui lui ont été attribués), un visage simiesque sans lèvres apparentes et serait recouvert d'un épais pelage rougeâtre. Il vivrait dans les forêts montagneuses de basses altitudes (notamment les forêts de rhododendrons), grimperait bien aux arbres, marcherait sur ses deux pattes arrière, mais courrait sur quatre pattes.
Le comportement de la créature décrite par les témoins, semble plus proche d'un singe que d'un Homme, notamment par « la manie de se gratter, celle de découvrir largement les dents par mesure d'intimidation, un goût pervers de la destruction, ou encore le fait de manifester une colère impuissante en bondissant rythmiquement sur place tout en arrachant des touffes d'herbes ».
En 1958, Bernard Heuvelmans lui a proposé le nom scientifique de Dinanthropoides nivalis,. Plus tard, il émettra l'hypothèse que ce « primate inconnu » pourrait être une sorte d'orang-outan terrestre, ayant développé du fait de la sélection naturelle une forme de bipédie, limitant ainsi la surface de son corps en contact avec le sol, lors de traversées de pentes enneigées durant des déplacements d'une vallée à l'autre. Des poils trouvés dans une pharmacie traditionnelle furent attribués par le vétérinaire et zoologue Michel Tranier du Muséum national d'histoire naturelle à un orang-outan.

#### Meh-teh
Pour Bernard Heuvelmans, les récits parlent également d'un « Grand yéti » (meh-teh) qui mesurerait plus de deux mètres de haut, et aurait un crâne plat, une mâchoire proéminente, un visage simiesque et sans lèvres apparentes, un cou épais, une longue crinière, un corps massif et de longs bras. La créature serait toujours bipède. Les témoignages varient sur la couleur de son pelage (brun, gris, noir ou blond). Le meh-teh vivrait dans les forêts montagneuses de plus haute altitude que les « petits yétis », et serait omnivore comme ces derniers. Plusieurs témoignages affirment que, lors d'hivers rigoureux, les meh-tehs descendent dans les vallées habitées pour s'emparer des récoltes ou du bétail, et peuvent être dangereux s'ils viennent à être blessés ou s'ils se sentent menacés. Certains témoins avancent que ces créatures sortent des forêts pour consommer certaines mousses salines, qu'ils trouveraient dans certaines moraines,.
Heuvelmans a avancé qu'il pourrait s'agir de Gigantopithèques ayant survécu jusqu'à nos jours. Selon Benoît Grison, le petit et le grand yéti seraient la même créature, les différences entre les deux pouvant s'expliquer par l'âge, le dimorphisme sexuel, des confusions linguistiques et des observations déficientes du macaque à face rouge. Certains cryptozoologues comme Richard D. Nolane pensent que le gigantopithèque serait vraisemblablement l'ancêtre probable du yéti et du Bigfoot, l'équivalent nord-américain du yéti : le gigantopithèque aurait traversé le détroit de Béring pour atteindre le continent américain.

#### Migö
Selon Bernard Heuvelmans, un « homme sauvage » a été signalé au Tibet, au Cachemire, dans l'Hindou Kouch, au Pamir et dans l'Altaï. Des récits désignant une créature identique ont été enregistrés dans le Caucase, dans l'Oural, en Indochine et en Russie d'Europe,. Selon les témoignages, ils seraient d'apparence semblable à l'homme, mesureraient entre 1,70 et 1,85 m, ne sauraient pas parler et seraient entièrement couverts de longs poils, à l'exception du visage. Le front serait fuyant, les arcades sourcilières proéminentes, le nez retroussé et aplati, la bouche large et sans lèvres visibles, la tête enfoncée dans les épaules, les bras seraient longs et les jambes relativement courtes et légèrement fléchies. Les pieds seraient très larges et les orteils extrêmement mobiles. Le thorax et l'abdomen formeraient comme un cylindre, puissamment musclé. Les femelles adultes auraient de longs seins,. La créature est réputée omnivore avec une prédominance végétarienne, elle éviterait l'Homme mais cette méfiance s'atténuerait si les personnes rencontrées sont des enfants.
En 1969, à la suite de l'affaire de l'homme congelé du Minnesota, Heuvelmans et Sanderson lui proposèrent le nom scientifique d'Homo pongoides (ou « homme pongoïde ») bien que l'holotype en question se fût avéré être un canular (le corps après avoir disparu pendant des années fut vendu en 2013 sur eBay et exposé au Museum of Weird, à Austin au Texas.). Selon Heuvelmans et Boris Porchnev, il s'agirait de néandertaliens ayant survécu,,, mais cette théorie n'est pas soutenable, car en plus du manque total de preuves matérielles, les recherches scientifiques ont démontré depuis longtemps que les néandertaliens n'étaient pas velus, et disposaient même d'un savoir-faire et de structures sociales très développées, ne ressemblant absolument pas aux hommes sauvages et velus décrits par les témoins. Les adeptes de la théorie de la bipédie initiale avancent quant à eux que l'homme pongoïde serait le descendant des néandertaliens, qui, repoussés par les hommes modernes vers les régions de forêts montagneuses, auraient perdu leurs structures sociales, adoptant peu à peu du fait de la sélection naturelle des traits plus « primitifs » (pelage, longs bras). Selon d'autres auteurs, il s'agirait de représentants de l'espèce Homo erectus ayant évolué parallèlement à notre espèce.  
De 1987 à 1989 le zoologue espagnol Jordi Magraner mena une expédition dans la région de Chitral, à la recherche du Barmanou (un nom local de l'homme sauvage), et tous les témoins interrogés ont désigné parmi plusieurs repères iconographiques, le portrait-robot de l'Homme pongoïde comme la représentation la plus proche de la créature qu'ils auraient aperçue.

## Traces et restes attribués au yéti

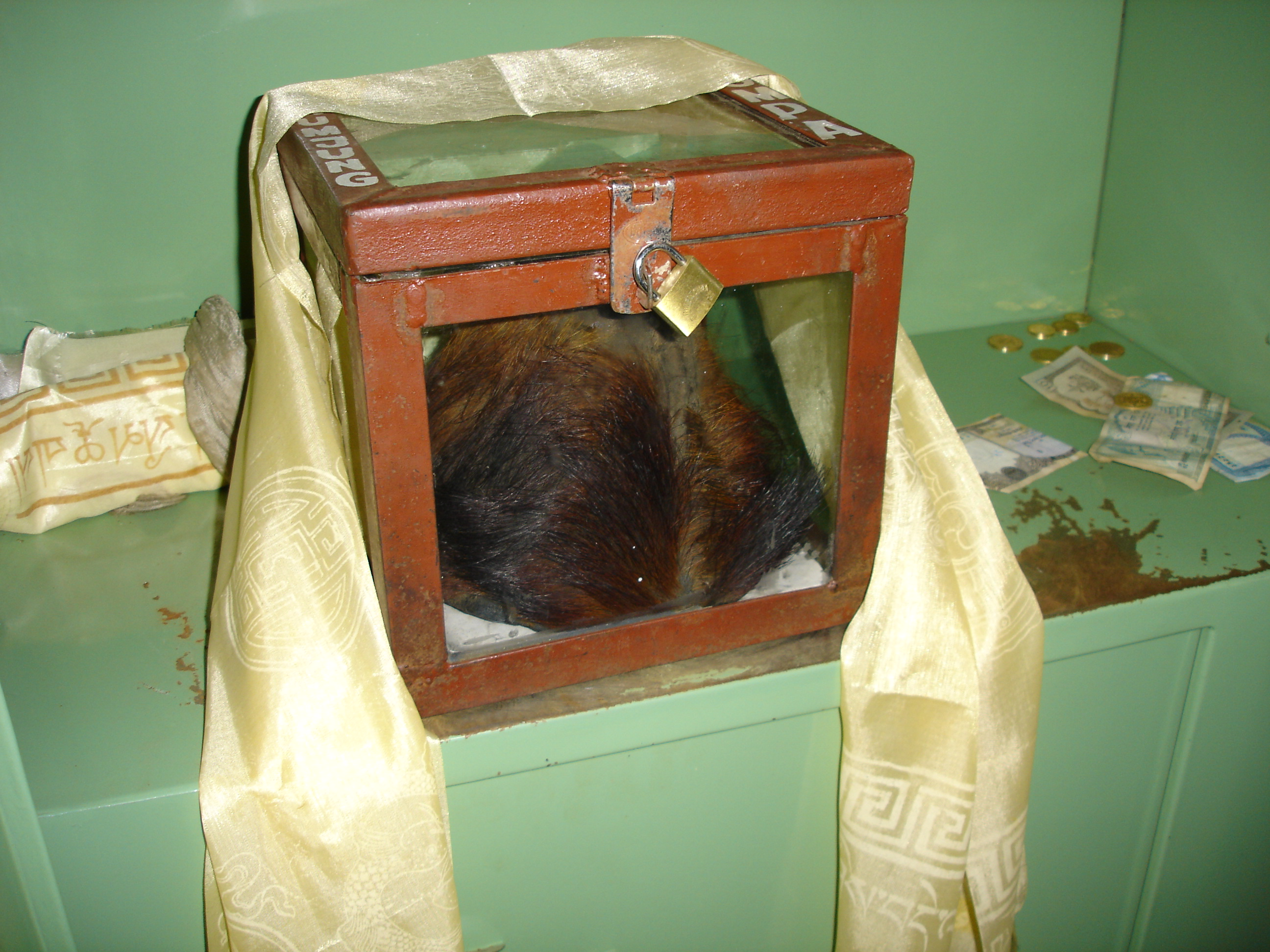
Scalp supposé provenir d'un yéti (en réalité d'un serow) au monastère de Khumjung.

### Scalps et poils
Les « scalps » de yéti conservés dans le monastère de Pangbotchi sont en réalité fabriqués par les sherpas à partir de la peau et des poils du garrot d'une chèvre sauvage locale, le serow (Capricornis sumatraensis), ainsi que l'a démontré Bernard Heuvelmans en 1961,. Ils s'en servent lors de cérémonies pour jouer le rôle du yéti, après avoir couvert leur tête avec ce scalp.
En juillet 2008, deux poils attribués au yéti découverts en Inde ont été soumis à des analyses microscopiques qui n'ont permis de les rattacher à aucune espèce connue de primate. Des analyses d'ADN furent mises en œuvre, tout en gardant à l'esprit que « le risque [était] grand de devoir attribuer ces poils à une chèvre ou un ours, comme ce fut le cas lors de précédentes analyses ». Elles prouvèrent effectivement que les poils appartenaient à une espèce de chèvre apparentée au chamois nommée goral de l'Himalaya, une espèce rare mais déjà répertoriée.
À nouveau en 2011, des poils supposés être de yéti auraient été découverts dans la région russe de Kemerovo (Sibérie) d'après les autorités locales, et auraient été l'objet d'analyses ADN,. Plus prosaïquement, cette annonce est perçue comme la conséquence d'une volonté de développer le tourisme dans la région. Seuls des poils trouvés dans une pharmacie traditionnelle furent attribués par le vétérinaire et zoologue Michel Tranier du Muséum national d'histoire naturelle à un orang-outan.

#### Collateral Humanoid Project: décrypter le génome du yéti
Le Collateral Humanoid Project a été lancé en 2012 par une équipe de chercheurs des universités d’Oxford et de Lausanne, sous l'impulsion du généticien anglais Bryan Sykes et du zoologue suisse Michel Sartori. Pour la première fois, des scientifiques ont décidé de procéder à l'analyse génétique du génome mitochondrial attribué au yéti, Bigfoot et autres créatures anthropoïdes inconnues. Ils ont donc lancé un appel à toutes les personnes détenant des échantillons de ce type.
Les conclusions de leur étude ont été publiées en juillet 2014 dans la prestigieuse revue scientifique Proceedings of the Royal Society. Leur analyse a permis d'associer les échantillons de poils, dont l'origine était attribuée à des primates anormaux ou non-documentés, à des mammifères connus : coyote, chèvre, grizzli, tapir, raton laveur, humain, chien, etc. À l’exception de deux fragments, l’un provenant d’un animal tué dans les années 1970 en Inde et l’autre, d’un prétendu nid de yéti dans une forêt de bambous au Bhoutan. Le premier est d’une teinte brun doré, tandis que le second a des reflets rougeâtres. Ils appartiennent toutefois à la même espèce : un ours préhistorique que l’on croyait disparu depuis 40 000 ans. L’ADN de ces poils est très proche de celui du fossile d’un ancêtre de l’ours polaire vivant au Pléistocène, découvert au Svalbard.

### Restes momifiés

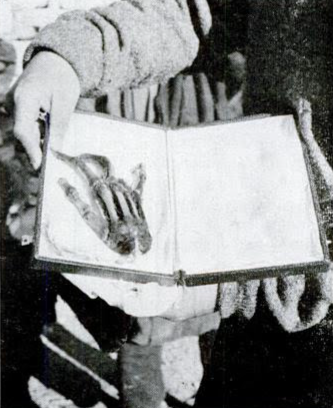
Main momifiée de Pangbotchi, photographiée en 1961, et qui proviendrait selon Heuvelmans d'un Homme pongoïde. Une analyse de l'ADN d'un des doigts montrera qu'elle provient d'un être humain.

Il existe des rumeurs sur l'existence de corps de yétis momifiés conservés dans des temples bouddhistes, qui n'ont cependant jamais été trouvés,.
Une main momifiée attribuée au yéti a été conservée au Népal dans le temple de Pangbotchi. Un de ses doigts fut dérobé et remplacé par un faux en 1958 par l'explorateur Peter Byrne, à la demande du primatologue William Osman Hill et de l'homme d'affaires et cryptozoologue Tom Slick. Le doigt fut exporté hors d'Inde avec l'aide de l'acteur américain James Stewart, qui le cacha dans la valise de sa femme, Gloria. Après examen, les scientifiques auraient conclu que le doigt serait très proche de celui des hommes de Neandertal. Heuvelmans pensait que la main provenait d'un homme pongoïde, et non d'un yéti. Le doigt tomba par la suite dans l'oubli, avant d'être retrouvé, et à nouveau analysé en 2011, pour être attribué à un être humain. La main de Pangbotchi a quant à elle été perdue,.

### Empreintes

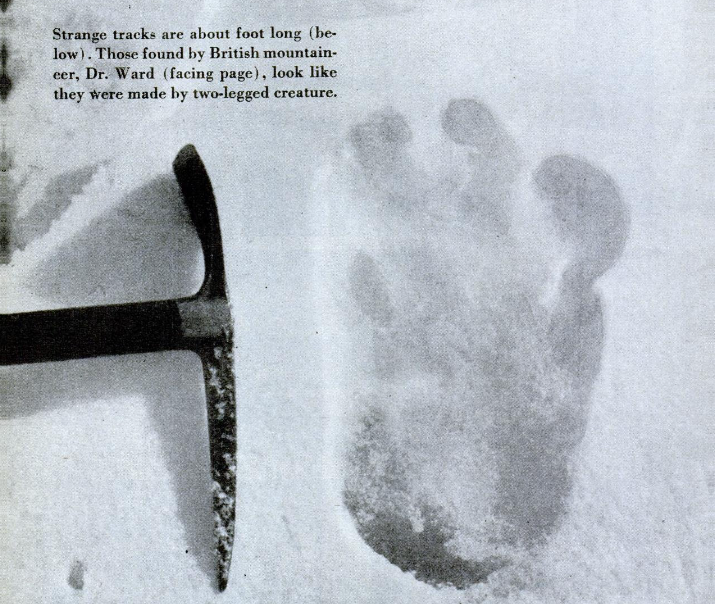
Photographie par Eric Shipton d'une empreinte attribuée à un Yéti, trouvée par Michael Ward au cours d'une expédition sur l'Everest en 1951.

La plupart des empreintes qui ont été attribuées au yéti peuvent être expliquées et ont été en réalité laissées par des animaux déjà connus, des ours notamment. Les empreintes les plus connues sont celles photographiées par Shipton en 1951 (une piste et une empreinte individuelle, ci-contre). La taille et surtout la forme étrange de l'empreinte soulève de nombreuses interrogations : les orteils paraissent difformes par rapport à ceux des autres grands singes et semblent illustrer un cas de macrodactylie (en). Selon le primatologue John Napier, un des comparses de Shipton aurait avoué que la piste et l'empreinte individuelle n'auraient en réalité aucun lien, et auraient été associés artificiellement,.
De plus, les empreintes laissées dans la neige ne sont pas toujours fiables: ainsi, les contours d'une empreinte peuvent geler la nuit puis fondre le matin, agrandissant et déformant l'empreinte, la rendant méconnaissable en quelques jours. Par ce phénomène, certains chercheurs pensent que l'empreinte photographiée par Shipton serait à la base deux empreintes superposées laissées par un ours, ou encore une panthère des neiges. D'autres empreintes attribuées au yéti ont été vraisemblablement laissées par des renards ou des yacks.
Une poignée d'empreintes (une photographiée en 1972 au Népal par le biologiste Edward Cronin, et une seconde photographiée par Robert Hutchinson) fraiches et semblables aux empreintes des gorilles, ont cependant retenues l'attention des cryptozoologues. En 1955, l'abbé Pierre Bordet observa et photographia sur le mont Makalu au Népal, une prétendue piste de yéti s'étendant sur plus d'un kilomètre et contenant un total de 3 000 empreintes : selon Bordet le yéti, à un moment « a sauté directement et continué : pas traces de ses pattes de devant ». Heuvelmans note que sur la photo, l'alternance pied droit / pied gauche semble bien visible, indiquant que la créature serait bien bipède, comportement souvent observé chez les ours, mais jamais sur plus de quelques mètres,. 

### Photographies et films
Contrairement au Bigfoot nord-Américain, il n'existe que très peu de photos supposées du yéti. Les quelques documents existants sont de mauvaise qualité. Une photo fut prise en mars 1986 dans la vallée de l'Alaknanda, en Inde, près de la frontière népalaise, et ne fait pas l'unanimité des cryptozoologues. Il existe une courte séquence filmée par des touristes, dans laquelle une créature bipède floue apparaît sur une pente enneigée. La séquence retient l'attention des cryptozoologues Jeffrey Meldrum (en) et Richard Greenwell (en), pour qui un canular aurait selon eux nécessité des efforts considérables.

## Le yéti dans la culture populaire

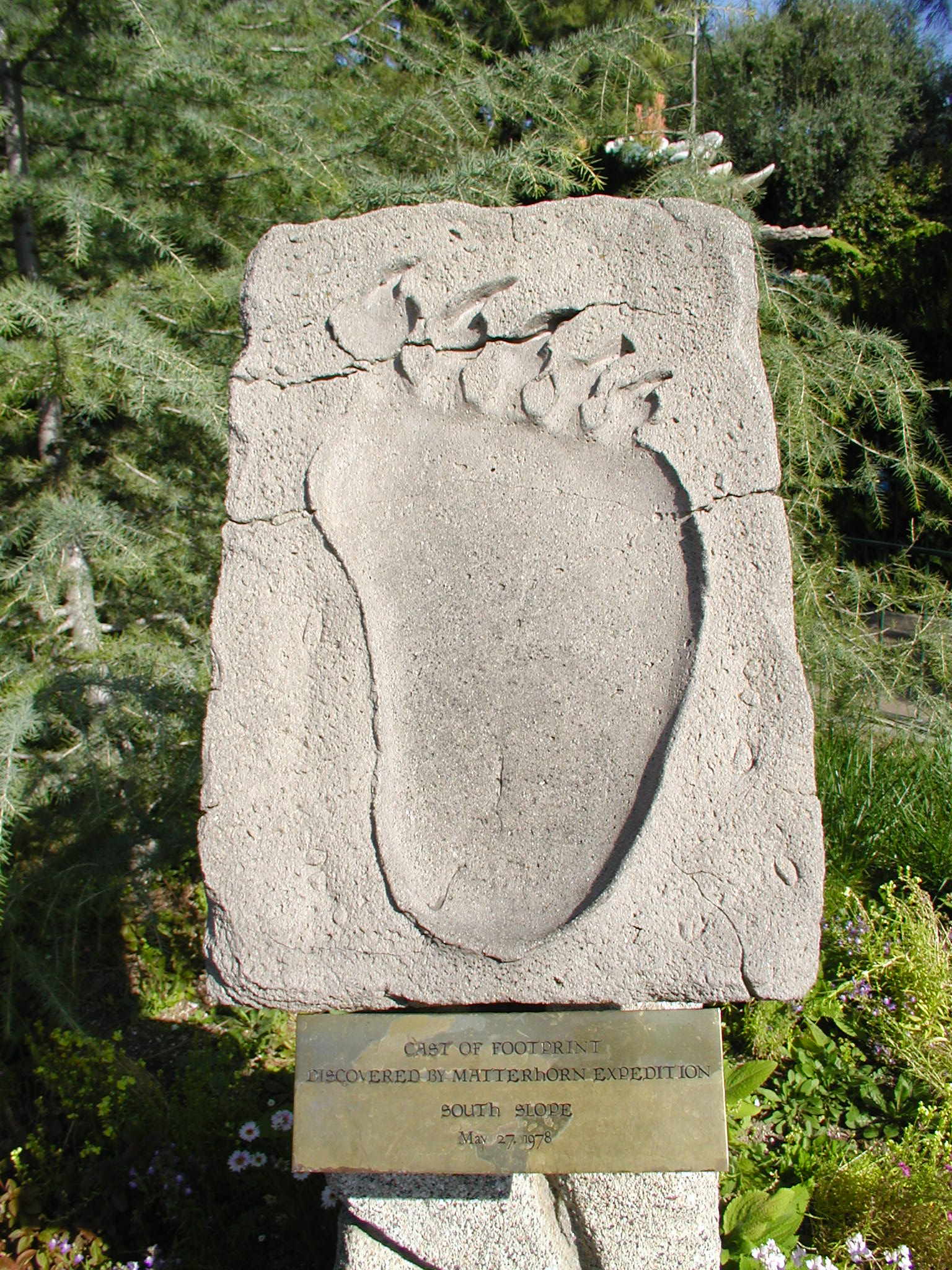
« Empreinte » du yéti dans l'attraction Matterhorn Bobsleds à Disneyland, Californie.

### Littérature
- L'œuvre fantastique de H. P. Lovecraft évoque des créatures malfaisantes nommées Mi-go ou Abominables Hommes des Neiges, cachées dans les glaces et les rochers de l'Himalaya (notamment en 1930 dans la nouvelle Celui qui chuchotait dans les ténèbres).
- Le début de l'aventure de Bob Morane Les Dents du tigre d'Henri Vernes, parue en 1958, est fortement inspiré par l'auteur précédent. L'histoire commence sur le fictif plateau de Leng (en) au Tibet, où les héros, à la recherche d'une mystérieuse cité souterraine, sont aidés par une amicale population de yétis[72].
- Dans Himalaya (1992) du romancier anglais Nicholas Luard, Iona, une petite anglaise de 12 ans, perdue au cours d'une expédition au Népal, est recueillie par un yéti et vit quatre mois parmi son peuple, nourrie et protégée avant de revenir parmi les humains.
- Dans la saga Harry Potter, le yéti est décrit dans Les Animaux fantastiques qui le présente comme une créature apparentée à un troll, atteignant quatre mètres cinquante et couverte d'une fourrure d'un blanc immaculé.

### Bande dessinée
- En 1960, dans Tintin au Tibet, le yéti fait sa plus célèbre apparition dans la bande dessinée francophone. L'abominable homme des neiges y est décrit comme une créature capable de sentiments.
- Dans la bande dessinée Mandrake le Magicien, le héros enquête sur les yétis au Népal. Il découvre que ces créatures sont des extraterrestres à l'apparence humaine, déguisés, qui ont vécu sur Terre depuis des millénaires et secrètement aidé l'humanité à progresser. Le thème des yétis extra-terrestres se retrouve dans une multitude de bandes dessinées (et de romans) de science-fiction.
- Dans L'homme des neiges (1979) d'Alfredo Castelli (scénario) et Milo Manara (dessin), un journaliste parti à la recherche de l'abominable homme des neiges dans les années 1920 découvre un monastère inconnu et la vérité sur cette créature fantasmatique. Comme l'écrit l'éditeur : « L'Homme des Neiges n'existe pas. L'Homme des Neiges, c'est vous. Votre âme, vos peurs, votre conscience[73]. »
- Dans Blondin et Cirage découvrent les soucoupes volantes de Jijé (1955), les deux héros découvrent que les yétis sont une espèce évoluée vivant cachée au Tibet et voyageant en soucoupe volante.
- Dans L'Abominable Homme des Andes (1963) et sa suite, L'Empire du soleil, deux albums de la série Marc Dacier, le héros et ses compagnons affrontent des descendants d'Incas hostiles, réfugiés dans les plus hautes montagnes des Andes, qui s'efforcent de passer, aux yeux des très rares explorateurs qui s'aventurent chez eux, pour des « Yétis ».

### Jeux vidéo
- Le Yéti est un héros des jeux Yetisports, créés par Chris Hilgert.
- Dans League of Legends le personnage de Nunu est un dompteur de Yéti[74] représenté combattant sur le dos de la créature.

Par ailleurs le yéti (ou les yétis) est un ennemi récurrent de plusieurs jeux vidéo : Tomb Raider 2, Far Cry 4, The Legend of Zelda: Twilight Princess, World of Warcraft, Ark: Survival Evolved...

### Automobile
- La firme automobile tchèque Škoda a nommé son premier véhicule de catégorie SUV Škoda Yeti en référence à l'abominable homme des neiges.

### Publicité
Un yéti nommé Georges sert de mascotte dans une publicité de la marque Tic Tac.
Un autre yéti joue avec des enfants dans des publicités pour le papier toilette Lotus.

### Alimentation
Yéti est une marque de glace à l'eau provençale connue pour avoir popularisé les glaces en tube. Sa mascotte est un yéti bleu et jaune.

### Astronomie
L'astéroïde (2843) Yéti, découvert en 1975, est nommé en son honneur.